# Alternativa Sociale
Alternativa Sociale (AS), "Sociala alternativet", var en koalition av nyfascistiska politiska partier i Italien som bildades inför Europaparlamentsvalet 2004. Alliansen bildades av Alessandra Mussolini, barnbarn till Italiens fascistdiktator Benito Mussolini. Hon blev även ledare för koalitionen. Alternativa Sociale upplöstes 2006 och ersattes av ett nytt samarbete mellan de ingående partierna.